# Alberto Villalpando
Alberto Villalpando (* 21. November 1940 in La Paz) ist ein bolivianischer Komponist. 
Villalpando begann seine musikalische Ausbildung in Potosí bei Santiago Velásquez und Padre José Díaz Gainza. Ab 1958 studierte er am Konservatorium von Buenos Aires bei Alberto Ginastera, Pedro Sáenz, Abraham Jurafsky und Roberto García Morillo und 1963–64 am lateinamerikanischen Zentrum für höhere musikalische Studien (CLAEM) in Buenos Aires bei Olivier Messiaen, Riccardo Malipiero, Luigi Dallapiccola, Alberto Ginastera, Bruno Maderna und Aaron Copland. Hier entstanden in Zusammenarbeit mit Miguel Angel Rondano eine Klanginstallation für eine Ausstellung des Malers Carlos Squirru und das Stück La Muerte für Tonband.
1964 wurde er Leiter des staatlichen Filminstituts von Bolivien, 1967 Direktor der Musikabteilung des bolivianischen Kultusministeriums. Außerdem wirkte er als Kompositionsprofessor und Direktor des
Nationalkonservatoriums von La Paz und des Musikseminars der Universidad Católica Boliviana und war bolivianischer Kulturattaché in Frankreich. 1998 erhielt er den bolivianischen Nationalpreis für
Kultur.
Er komponierte neben Orchesterwerken wie der Phantastischen Liturgie, den Strukturen für Klavier und Orchester und Von der Liebe, der Furcht und dem Schweigen für Klavier und Kammerorchester Ballett- und Filmmusiken, kammermusikalische Werke und den Sonnengesang für Soli, Chor und Orchester. Bereits während seiner Studienzeit an elektroakustischer Musik interessiert arbeitete er zunächst mit dem Tonband. In Leo Küppers Tonstudio entstand 1973 Bolivianos...!. Später setzte er auch elektroakustische Klänge und
die technischen Möglichkeiten des MIDI ein.

## Werke
- La Muerte für Tonband, 1964
- Mística No. 3 für doppeltes Streichquartett, Horn, Flöte, Kontrabass und Tonband, 1970
- Mística No. 4 für Streichquartett, Klavier und Tonband, 1970
- Bolivianos...! für Tonband 1973
- Yamar y Armor, Ballettmusik für Stimme, Tonband und Orchester nach Texten von Blanca Wiethüchter, 1975
- Desde el Jardín de Morador für MIDI, 1990
- De los Elementos für MIDI, 1991
- Manchaypuytu, Oper, 1995
- Qantatai für Chor, Erzähler und elektronische Klänge, 1996
- La Lagarta, Ballett für Erzähler und elektroakustische Klänge nach Texten von Blanca Wiethüchter, 2002
- Piano 3 für Klavier und zwei Klavier-Synthesizer, 2002
- Mística 10, Viola Profonda & Piano, 2009
- Los diálogos de Tunupa, Viola Profonda & Streichorchester, 2011